# Livio Nabab
Livio Nabab, né le 14 juin 1988 aux Abymes, est un footballeur français, international guadeloupéen, qui évolue au poste d'attaquant. Il joue à l'US Granville depuis 2020.

## Biographie

### Parcours en club
Formé à l'Arsenal de Petit-Bourg, un club de Guadeloupe, Livio Nabab est sélectionné en équipe de Guadeloupe des moins de 18 ans. Lors d'un tournoi en mai 2006 il est repéré par le Stade Malherbe Caen, qui a formé dans le passé d'autres guadeloupéens comme David Sommeil et Ronald Zubar. Le club normand l'intègre pendant deux saisons à son équipe réserve, en CFA. Il y fait parler sa vitesse et sa puissance, qui compensent une efficacité devant le but souvent défaillante.

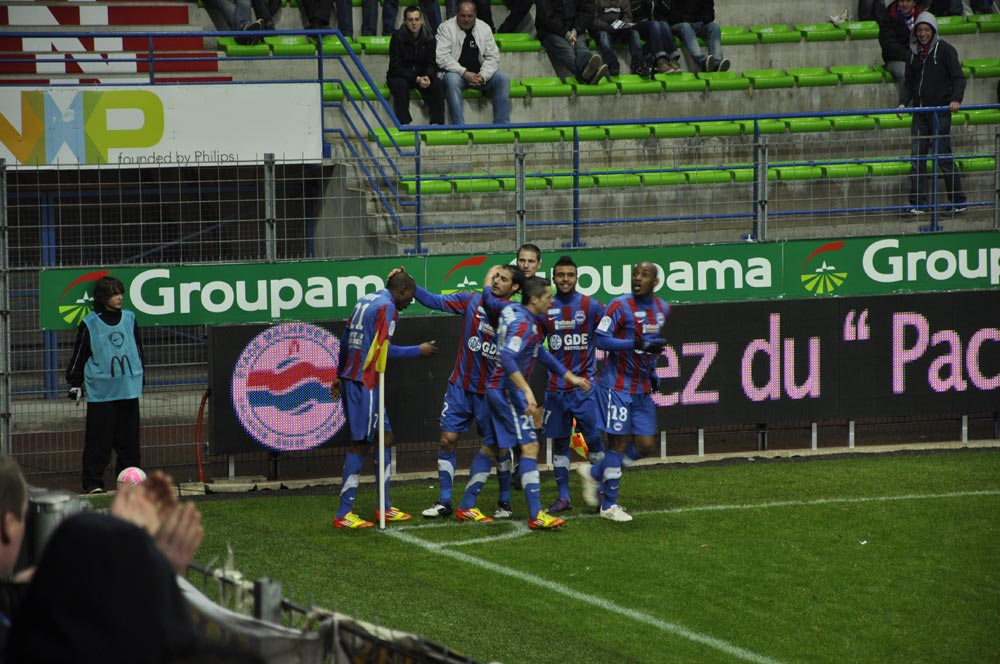
Livio Nabab et ses coéquipiers caennais, célébrant son but contre Auxerre en février 2012.

En 2008, il signe son premier contrat professionnel avec le club normand. Le 4 avril 2009, il joue son premier match en Ligue 1 avec le Stade Malherbe contre Toulouse (0-0). En janvier 2011, ne parvenant à obtenir de l'entraîneur Franck Dumas suffisamment de temps de jeu, il est prêté pour six mois au Stade lavallois, en Ligue 2, pour retrouver du temps de jeu en attaque. Le 26 octobre 2011, il inscrit ses premiers buts avec l'équipe première caennaise : son doublé à Auxerre en Coupe de la Ligue offre la qualification à son club pour les quarts de finale. Le 11 février 2012, il inscrit son premier but en Ligue 1, avec le Stade Malherbe de Caen, contre l'Olympique lyonnais, à Gerland (1-2) en donnant la victoire aux siens. Cette victoire, la première de l'année 2012 permet aux Caennais de sortir de leur spirale négative, après trois mois sans victoire. Plus tard, il prolonge son contrat de deux années supplémentaires, jusqu'en 2014. Malgré tout le club normand est relégué. Il commence la saison 2012-2013 comme titulaire, et inscrit deux buts lors des trois premiers matchs.
Ensuite relégué en tant que remplaçant, il décide de s'orienter vers l'AC Arles-Avignon à la fin du mois d'août 2013 afin de gagner du temps de jeu et faire valoir ses bonnes rentrées en jeu en Normandie. Rapidement, Livio Nabab réalise de belles performances, ayant toute la confiance de son entraîneur Franck Dumas, et réussit son association en attaque avec Junior Dalé. Malgré tout, et alors qu'il lui reste deux ans de contrat en Provence, Livio signe fin juillet 2014 en faveur de l'AJ Auxerre pour une somme avoisinant les 200 000 euros. Il signe ensuite à l'US Orléans pour deux ans mais à la suite d'une deuxième saison décevante son contrat n'est pas renouvelé.
En 2020 il signe à l'US Granville, avec laquelle il atteint les trente-deuxièmes de finale de la Coupe de France en 2022
En 2024, il annonce la fin de sa longue carrière.

### Parcours en sélection
En décembre 2008, il est convoqué pour la première fois en équipe de Guadeloupe pour disputer la Coupe caribéenne des nations 2008 en Jamaïque, tournoi préliminaire à la Gold Cup 2009. Il compte aujourd'hui dix sélections avec l'équipe de Guadeloupe.
| Rencontres internationales de Livio Nabab | Rencontres internationales de Livio Nabab | Rencontres internationales de Livio Nabab            | Rencontres internationales de Livio Nabab | Rencontres internationales de Livio Nabab | Rencontres internationales de Livio Nabab                        | Rencontres internationales de Livio Nabab |
|                                           | Date                                      | Lieu                                                 | Adversaire                                | Résultat                                  | Compétition                                                      | Commentaires                              |
| ----------------------------------------- | ----------------------------------------- | ---------------------------------------------------- | ----------------------------------------- | ----------------------------------------- | ---------------------------------------------------------------- | ----------------------------------------- |
| 1.                                        | 3 décembre 2008                           | Jarrett Park, Montego Bay, Jamaïque                  | Cuba                                      | 1-2                                       | Coupe caribéenne des nations 2008 (Groupe I)                     | Entré à la 54e minute                     |
| 2.                                        | 6 décembre 2008                           | Greenfield Stadium, Trelawny, Jamaïque               | Haïti                                     | 2-3                                       | Coupe caribéenne des nations 2008 (Groupe I)                     | Titulaire                                 |
| 3.                                        | 8 décembre 2008                           | Jarrett Park, Montego Bay, Jamaïque                  | Antigua-et-Barbuda                        | 2-2                                       | Coupe caribéenne des nations 2008 (Groupe I)                     | Entré à la 41e minute                     |
| 4.                                        | 11 décembre 2008                          | Independence Park, Kingston, Jamaïque                | Jamaïque                                  | 2-0                                       | Coupe caribéenne des nations 2008 (Demi-finale)                  | Entré à la 64e minute                     |
| 5.                                        | 14 décembre 2008                          | Independence Park, Kingston, Jamaïque                | Cuba                                      | 0-0 (4-5 t.a.b.)                          | Coupe caribéenne des nations 2008 (Rencontre pour la 3e place)   | Titulaire                                 |
| 6.                                        | 27 novembre 2010                          | Stade municipal En Camée, Rivière-Pilote, Martinique | Guyana                                    | 1-1                                       | Coupe caribéenne des nations 2010 (Groupe I)                     | Remplacé à la 90e minute                  |
| 7.                                        | 29 novembre 2010                          | Stade municipal En Camée, Rivière-Pilote, Martinique | Jamaïque                                  | 0-2                                       | Coupe caribéenne des nations 2010 (Groupe I)                     | Entré à la 67e minute                     |
| 8.                                        | 1er décembre 2010                         | Stade municipal En Camée, Rivière-Pilote, Martinique | Antigua-et-Barbuda                        | 1-0                                       | Coupe caribéenne des nations 2010 (Groupe I)                     | Titulaire                                 |
| 9.                                        | 11 juin 2011                              | Raymond James Stadium, Tampa, États-Unis             | Canada                                    | 0-1                                       | Gold Cup 2011 (Groupe C)                                         | Entré à la 73e minute                     |
| 10.                                       | 14 juin 2011                              | Livestrong Sporting Park, Kansas City, États-Unis    | États-Unis                                | 0-1                                       | Gold Cup 2011 (Groupe C)                                         | Remplacé à la 60e minute                  |
| 11.                                       | 23 mars 2016                              | Stade René-Serge-Nabajoth, Les Abymes, Guadeloupe    | Suriname                                  | 0-0 (3-2 t.a.b.)                          | Éliminatoires de la Coupe caribéenne des nations 2017 (Groupe 6) | Remplacé à la 100e minute                 |
| 12.                                       | 29 mars 2016                              | Stade André Kamperveen, Paramaribo, Suriname         | Suriname                                  | 2-3                                       | Éliminatoires de la Coupe caribéenne des nations 2017 (Groupe 6) | Titulaire, buteur à la 32e minute         |
| 13.                                       | 1er juin 2016                             | Stade Pierre-Aliker, Fort-de-France, Martinique      | Martinique                                | 0-2                                       | Éliminatoires de la Coupe caribéenne des nations 2017 (Groupe 2) | Titulaire                                 |
| 14.                                       | 4 juin 2016                               | Stade René-Serge-Nabajoth, Les Abymes, Guadeloupe    | Dominique                                 | 2-1                                       | Éliminatoires de la Coupe caribéenne des nations 2017 (Groupe 2) | Titulaire                                 |

### Engagements syndicaux
Lors de la saison 2019-2020 Livio Nabab est l'un des deux délégués syndicaux de l'UNFP au sein de son club de Bourg-en-Bresse.

### Reconversion
En 2021 il entame sa reconversion comme agent immobilier.

## Statistiques
| Saison                | Club                   | Championnat           | Championnat | Championnat | Coupe nationale | Coupe nationale | Coupe de la Ligue | Coupe de la Ligue | Guadeloupe | Guadeloupe | Total | Total |
| Saison                | Club                   | Division              | M.          | B.          | M.              | B.              | M.                | B.                | M.         | B.         | M.    | B.    |
| 2008-2009             | SM Caen                | Ligue 1               | 3           | 0           | -               | -               | -                 | -                 | 5          | 0          | 8     | 0     |
| 2009-2010             | SM Caen                | Ligue 2               | 4           | 0           | 1               | 0               | -                 | -                 | -          | -          | 5     | 0     |
| 2010-2011             | SM Caen                | Ligue 1               | 8           | 0           | -               | -               | 2                 | 0                 | 3          | 0          | 13    | 0     |
| 2010-2011             | Stade lavallois (prêt) | Ligue 2               | 12          | 1           | -               | -               | -                 | -                 | 2          | 0          | 14    | 1     |
| 2011-2012             | SM Caen                | Ligue 1               | 22          | 4           | 1               | 0               | 2                 | 2                 | -          | -          | 25    | 6     |
| 2012-2013             | SM Caen                | Ligue 2               | 33          | 4           | 3               | 2               | 3                 | 1                 | -          | -          | 39    | 7     |
| 2013-2014             | SM Caen                | Ligue 2               | 4           | 2           | -               | -               | 2                 | 0                 | -          | -          | 6     | 2     |
| Sous-total            | Sous-total             | Sous-total            | 86          | 11          | 5               | 2               | 9                 | 3                 | 10         | 0          | 110   | 16    |
| 2013-2014             | AC Arles-Avignon       | Ligue 2               | 33          | 8           | 1               | 0               | -                 | -                 | -          | -          | 34    | 8     |
| Sous-total            | Sous-total             | Sous-total            | 33          | 8           | 1               | 0               | -                 | -                 | -          | -          | 34    | 8     |
| 2014-2015             | AJ Auxerre             | Ligue 2               | 26          | 3           | 7               | 3               | -                 | -                 | -          | -          | 33    | 6     |
| 2015-2016             | AJ Auxerre             | Ligue 2               | -           | -           | -               | -               | 1                 | 0                 | -          | -          | 1     | 0     |
| Sous-total            | Sous-total             | Sous-total            | 26          | 3           | 7               | 3               | 1                 | 0                 | -          | -          | 34    | 6     |
| 2015-2016             | Waasland-Beveren       | Jupiler Pro League    | 14+6        | 1+0         | 1               | 1               | -                 | -                 | 4          | 1          | 25    | 3     |
| Sous-total            | Sous-total             | Sous-total            | 20          | 1           | 1               | 1               | -                 | -                 | 4          | 1          | 25    | 3     |
| 2016-2017             | US Orléans             | Ligue 2               | 32+2        | 4+1         | 1               | 0               | 1                 | 0                 | -          | -          | 36    | 5     |
| 2017-2018             | US Orléans             | Ligue 2               | 15          | 0           | 1               | 0               | 2                 | 1                 | -          | -          | 18    | 1     |
| Sous-total            | Sous-total             | Sous-total            | 49          | 5           | 2               | 0               | 3                 | 1                 | -          | -          | 54    | 6     |
| Total sur la carrière | Total sur la carrière  | Total sur la carrière | 214         | 28          | 16              | 6               | 13                | 4                 | 14         | 1          | 257   | 39    |

## Palmarès
Il est champion de Ligue 2 en 2010 avec le SM Caen.
Il est également finaliste de la Coupe de France 2015 avec l'AJ Auxerre, battu par le Paris SG.